# Daniel Carleton Gajdusek
Daniel Carleton Gajdusek (9. září 1923, Yonkers, New York, USA – 12. prosince 2008, Tromsø, Norsko) byl americký lékař a virolog. Z otcovy strany měl slovenské kořeny.
Spolu s Baruchem S. Blumbergem se stal nositelem Nobelovy ceny za fyziologii a lékařství za rok 1976. Gajdusek ji získal za výzkum nemoci kuru, prvního lidského prionového onemocnění, které bylo rozpoznáno jako infekční. Tato infekčnost však byla přijata za obecný fakt na základě pochybného experimentu, kdy byla do mozku pokusných opic vpravena mozková tkáň nemocných pacientů. To totiž posloužilo jako potvrzení Gajdusekovy hypotézy, že se nemoc přenáší i při konzumaci, kdy kanibalské kmeny na Papui-Nové Guineji jedly mozky zemřelých, čehož prý byl očitým svědkem. Později však přiznal, že žádný kanibalský obřad ve skutečnosti neviděl, a to přesto, že ve své přednášce na předávání Nobelovy ceny v roce 1976 právě o tom referoval a dokládal fotografiemi.
Roku 1996 byl odsouzen za pohlavní zneužívání nezletilých chlapců. Strávil 12 měsíců ve vězení a poté se odstěhoval do Evropy, kde o deset let později zemřel.